# 駒村多恵
駒村 多恵（こまむら たえ、1975年2月18日 - ）は、日本のタレント・フリーリポーター。

## 来歴
大阪府大阪市浪速区生まれ、奈良県奈良市育ち。帝塚山中学校、堀越高等学校、亜細亜大学国際関係学部卒業。
佐月亜衣という名前を自分で姓名判断をして名付け、1990年アイドル歌手デビュー。ファンクラブ入会特典も姓名判断だった。サックスも吹け、宮本亜門をゲストにディナーショーを開催しピアノの弾き語りを披露するなど、実力派アイドルだった。その後アメリカ合衆国に留学後、レポーター・キャスター業へ転身し、芸能キャスターなどを務める。現在は三桂所属。
1986年の『日本ちびっ子歌謡大賞』に奈良県代表で出場したことがあるが、その時に沖縄県代表で出場し大賞を獲ったのが、のちに「涙そうそう」でブレイクした夏川りみである。また、はるな愛とも『日本ちびっ子歌謡大賞』等で一緒に出場した仲である。
アイドル時代は、堀越高等学校の同級生の杉本理恵、薬師寺容子と仲が良かった。2005年には、sonimaのボーカルとしてインディーズレーベルでミニアルバムを発表している。藤あや子とは同期、1989年（第20回）日本歌謡大賞新人賞では一緒に出演、その後2019年6月27日、『あさイチ』（NHK）料理コーナーで30年ぶりに共演を果たす。

## 人物
環境カウンセラーの資格を保有している。

## エピソード
昔タップダンスを習っていて、25年ブランクを経て再び習い始める。レッスンを受けたのがたまたま安達雄基の所だったという。舞台でタップダンスを披露する予定の博多華丸も、安達からレッスンを受けていることがのちに発覚した。『あさイチ』（2022年10月16日放送分）で安達、華丸と共にタップダンスを披露した。

## 現在の担当番組
- 「あさイチ」サブキャスター（NHK総合）
  - 2012年1月〜 - リポーター（不定期）
  - 2012年4月〜2018年3月 - 「解決！ゴハン」 →  2018年4月～ - 「みんな！ゴハンだよ」（月 - 木）
  - 2013年4月〜 - 「グリーンスタイル」（金）
  - 時期不明 - 「わがままホビー」（月1回・火）
- 「にっぽん縦断 こころ旅」（NHK BSプレミアム）朗読、「リクエストアワー」キャスター

## 過去の担当番組
- ズームイン!!SUPER（日本テレビ）〜2011年3月
- 生活ほっとモーニング　クイズdeなっとく!・リポーター（NHK総合　毎週月曜日の出演・-2010年3月）
- 中川家&駒村多恵のTOKYOひかりTOWN（中川家とのインターネットテレビ、casTY）2003年10月-？
- 「ハイビジョンでこんにちは」「ハイビジョンときめきワイド」 MC（NHK-ハイビジョン）
- 「年末カウントダウンスペシャル」（99-00年越し、NHK-BS）
- 「サイエンスアイ」 リポーター（NHK教育）
- 「ど〜する?地球のあした」 ナレーション（NHK教育）
- 「98年冬季長野オリンピック」 リポーター （TBS）
- UN街「マンガグルメ晩餐会」（2004年9月、TBS）
- 「ビューティ通信」MC （BSジャパン）
- NNN24　キャスター
- 街道てくてく旅　日光・奥州街道編のウィークリーダイジェストのナレーター（2004年9月-11月、NHK総合）
- アナ☆パラ（2008年3月-7月、日本テレビ系列）
- ほっと@アジア アジアニュース（2011年4月 - 2012年3月 NHK BS1、隔週平日17:00-17:50内）
- ワールドWaveアジア（隔週平日15:00-15:20）／「ワールドWave」（隔週火曜〜金曜16:00-16:50）（NHK BS1）
- 「海堂ラボ」アシスタント（朝日ニュースター、第1・3木曜　22:00-22:55）
- 「ARTIST SPECIAL」 DJ（FMヨコハマ、日曜 20:00-21:00）
- 「GREEN STATION」（InterFM、土曜 10:00-12:00）
- 「Mind of Music～今だから音楽～」（bayfm、日曜 9:30-11:20）

- 「The BAY☆LINE」（bayfm、2017年4月4日 - 2022年3月30日 ）

## 映画
- チキン・リトル（吹き替え）
- 猫の恩返し

## ディスコグラフィ

### シングル
| #                                                                 | 発売日                                                  | タイトル                                                | B面                                                     | 規格                                                    | 規格品番                                                |
| - ワーナー・パイオニア / WARNER RECORDS - 佐月亜衣 名義           | - ワーナー・パイオニア / WARNER RECORDS - 佐月亜衣 名義 | - ワーナー・パイオニア / WARNER RECORDS - 佐月亜衣 名義 | - ワーナー・パイオニア / WARNER RECORDS - 佐月亜衣 名義 | - ワーナー・パイオニア / WARNER RECORDS - 佐月亜衣 名義 | - ワーナー・パイオニア / WARNER RECORDS - 佐月亜衣 名義 |
| ----------------------------------------------------------------- | ------------------------------------------------------- | ------------------------------------------------------- | ------------------------------------------------------- | ------------------------------------------------------- | ------------------------------------------------------- |
| 1st                                                               | 1990年5月25日                                           | School Out Boy -Love夢追走-                             | トキメキ・レイルロード                                  | 8cmCD                                                   | WPDL-4136                                               |
| 2nd                                                               | 1990年8月25日                                           | 神様のタイミング -Girls Be Ambitious-                   | BUT AND GO 〜わからないけど〜                           | 8cmCD                                                   | WPDL-4174                                               |
| 3rd                                                               | 1991年1月25日                                           | 春感・RODEO姫                                           | SHINING LIBERTY DAYs                                    | 8cmCD                                                   | WPDL-4198                                               |
| 4th                                                               | 1991年6月12日                                           | 悲しまないで -You Don't Cry-                            | 笑顔の裏側 -I Don't Mind-                               | 8cmCD                                                   | WPDL-4234                                               |
| - ワーナーミュージック・ジャパン / WARNER RECORDS - 佐月亜衣 名義 |                                                         |                                                         |                                                         |                                                         |                                                         |
| 5th                                                               | 1991年11月28日                                          | HEART TO HEART                                          | Jewel                                                   | 8cmCD                                                   | WPDL-4272                                               |
| - ビクターエンタテインメント - 佐月亜衣 名義                      |                                                         |                                                         |                                                         |                                                         |                                                         |
| 6th                                                               | 1993年8月21日                                           | 夏の数だけ/レインボーブリッジ                           |                                                         | 8cmCD                                                   | VIDL-10442                                              |

### タイアップ
| 楽曲               | タイアップ                              | 収録作品                                  |
| ------------------ | --------------------------------------- | ----------------------------------------- |
| レインボーブリッジ | 東京港レインボーブリッジ イメージソング | シングル「夏の数だけ/レインボーブリッジ」 |